# Trận Passchendaele
Trận Passchendaele (tiếng Đức: Flandernschlacht, tiếng Pháp: Deuxième Bataille des Flandres), còn có tên khác là Trận Ypres lần thứ ba, là một chiến dịch trong Thế chiến I, diễn ra giữa Đồng Minh chống lại Đế quốc Đức. Trận đánh diễn ra ở Mặt trận phía Tây, từ tháng 7 đến tháng 11 năm 1917, nhằm kiểm soát dãy núi nằm ở phía nam và đông thành phố Ypres của Bỉ nằm trong vùng West Flanders, trận đánh này nằm trong một phần của chiến lược mà Đồng Minh đã lên kế hoạch trước đó tại các hội nghị diễn ra từ tháng 11 năm 1916 đến tháng 5 năm 1917. Passchendaele nằm trên dãy núi cuối cùng về phía đông Ypres, và cách giao lộ xe lửa tại Roulers 5 mi (8,0 km), vốn có vai trò tối quan trọng trong hệ thống tiếp vận của Tập đoàn quân số 4 của Đức. Bước tiếp theo của kế hoạch này là tiến vào vùng Thourout–Couckelaere, nhằm cắt đứt tuyến đường sắt do Đức kiểm soát chạy qua Roulers và Thourout.
Các hoạt động quân sự và một cuộc tấn công yểm trợ của Anh quốc dọc theo bờ biển Bỉ từ Nieuwpoort, liên kết với Chiến dịch Hush (kế hoạch đổ bộ), đã giúp quân Đồng Minh tiến tới Bruges và sau là biên giới Hà Lan. Sự kháng cự của tập đoàn quân 4, cộng thêm thời tiết ẩm ướt bất thường, thời gian vào đông và sự phân tán lực lượng Anh Pháp đến chiến trường Ý, cùng với chiến thắng của Áo Đức tại Trận Caporetto (24 tháng 10 – 19 tháng 11), đã giúp cho quân Đức tránh khỏi một cuộc rút lui toàn diện, vốn trước đó được xem là không thể tránh khỏi vào đầu tháng 10. Chiến dịch này kết thúc vào tháng 11, khi Canadian Corps chiếm lấy Passchendaele, nằm ngoài các cuộc tấn công tiếp diễn tại địa phương vào tháng 12 và đầu năm 1918. Trận the Lys và Trận Ypres lần thứ 5 tiếp diễn sau đó khi Đồng Minh tiến chiếm bờ biển Bỉ và tiếp cận được Hà Lan.
Một chiến dịch ở vùng Flanders trước đó đã là một vấn đề tranh cãi trong nội bộ Đồng Minh vào năm 1917 và kéo dài cho đến lúc được thực hiện. Thủ tướng Anh, David Lloyd George, đã phản đối chiến dịch, khi vị Tướng người Pháp Ferdinand Foch Chief of the General Staff. Field Marshal Sir Douglas Haig, chỉ huy Lực lượng Viễn chinh Anh quốc (BEF), đã không được Nội Các Chiến tranh chấp thuận cho chiến dịch ở Flanders cho tới ngày 25 tháng 7. Matters of dispute by the participants, writers and historians since the war, have included the wisdom of pursuing an offensive strategy in the wake of the Nivelle Offensive, rather than waiting for the arrival of the Lực lượng Viễn chinh Hoa Kỳ (AEF) ở Pháp.

## Footnotes
1. 1 2  Edmonds 1991, tr. iii.
2. ↑  Sheldon 2007, tr. xiv.